# Dirphya delecta
Dirphya delecta là một loài bọ cánh cứng trong họ Cerambycidae.